# Lineweaver-Burk-plot
I biokemien henviser Lineweaver-Burk-plottet (eller det dobbelte reciprokke plot) til en grafisk repræsentation af Hans Lineweaver og Dean Burks linearisering af Michaelis-Menten-ligningen.
Linearisering af Michaelis-Menten-ligningen var især nødvendigt, før computerkraften tillod at foretage non-lineære regressioner, som i dag er standarden.

## Udledning
Lineweaver-Burk-plottet er en simpel linearisering, som tillader grafisk at vurdere, hvorvidt et kinetisk datasæt følger Michaelis-Menten-kinetik.
Michaelis-Menten-ligningen kan beskrives som:
{\displaystyle V={\frac {V_{\max }[S]}{K_{m}+[S]}}}
Hvor V er reaktionshastigheden, Km er Michaelis-konstanten, Vmax er den maksimale reaktionshastighed og [S] er substratkoncentrationen.
Tager man den reciprokke værdi fås:
{\displaystyle {1 \over V}={{K_{m}+[S]} \over V_{\max }[S]}={K_{m} \over V_{\max }}{1 \over [S]}+{1 \over V_{\max }}}
Det kan tydeligt ses, at 1/V plottet mod 1/[S] giver en lineær sammenhæng, hvor skæringen med x-aksen er {\displaystyle -{1 \over K_{m}}}, skæringen med y-aksen er {\displaystyle 1 \over V_{max}}, og hældningen er {\displaystyle K_{m} \over V_{max}}.